# Liga LEB Oro 2008-2009
La Liga LEB Oro 2008-2009 è stata la 53ª edizione della seconda divisione spagnola di pallacanestro maschile. La seconda edizione con il nome LEB Oro.

## Squadre partecipanti
| Squadra                      | Città                      | Regione             |
| ---------------------------- | -------------------------- | ------------------- |
| Mallorca                     | Inca                       | Baleari             |
| Cáceres 2016                 | Cáceres                    | Estremadura         |
| CB Vic                       | Vic                        | Catalogna           |
| UB La Palma                  | Santa Cruz de la Palma     | Canarie             |
| Illescas Urban CLM           | Illescas                   | Castiglia-La Mancia |
| Melilla                      | Melilla                    | Melilla             |
| CB Valladolid                | Valladolid                 | Castiglia e León    |
| Lucentum Alicante            | Alicante                   | Comunità Valenciana |
| Clínicas Rincón Axarquía     | Vélez-Málaga               | Andalusia           |
| Grupo Begar León             | León                       | Castiglia e León    |
| Leche Río Breogán            | Lugo                       | Galizia             |
| Ciudad de La Laguna Canarias | San Cristóbal de La Laguna | Canarie             |
| Villa de Los Barrios         | Los Barrios                | Andalusia           |
| Beirasar Rosalía             | Santiago di Compostela     | Galizia             |
| Tenerife Rural               | San Cristóbal de La Laguna | Canarie             |
| Ford Burgos                  | Burgos                     | Castiglia e León    |
| Plus Pujol Lleida            | Lleida                     | Catalogna           |
| Gandía Bàsquet               | Gandia                     | Comunità Valenciana |

## Classifica finale
| #  | Teams                        | P  | V  | P  | PF   | PS   | Qualificate   |
| -- | ---------------------------- | -- | -- | -- | ---- | ---- | ------------- |
| 1  | CB Valladolid                | 34 | 25 | 9  | 2700 | 2476 | Promozione    |
| 2  | Lucentum Alicante            | 34 | 25 | 9  | 2742 | 2441 | Playoff       |
| 3  | Melilla                      | 34 | 23 | 11 | 2714 | 2554 | Playoff       |
| 4  | Leche Río Breogán            | 34 | 23 | 11 | 2661 | 2584 | Playoff       |
| 5  | Tenerife Rural               | 34 | 21 | 13 | 2879 | 2760 | Playoff       |
| 6  | Clínicas Rincón Axarquía     | 34 | 19 | 15 | 2659 | 2593 | Playoff       |
| 7  | Villa de Los Barrios         | 34 | 18 | 16 | 2594 | 2550 | Playoff       |
| 8  | Grupo Begar León             | 34 | 18 | 16 | 2558 | 2507 | Playoff       |
| 9  | Ford Burgos                  | 34 | 18 | 16 | 2762 | 2708 | Playoff       |
| 10 | Plus Pujol Lleida            | 34 | 18 | 16 | 2715 | 2698 |               |
| 11 | Cáceres 2016                 | 34 | 15 | 19 | 2542 | 2592 |               |
| 12 | CB Vic                       | 34 | 15 | 19 | 2578 | 2664 |               |
| 13 | Ciudad de La Laguna Canarias | 34 | 15 | 19 | 2614 | 2713 |               |
| 14 | UB La Palma                  | 34 | 14 | 20 | 2528 | 2619 |               |
| 15 | Mallorca                     | 34 | 12 | 22 | 2751 | 2913 |               |
| 16 | Gandía Bàsquet               | 34 | 11 | 23 | 2507 | 2677 |               |
| 17 | Illescas Urban CLM           | 34 | 8  | 26 | 2386 | 2623 | Retorcessione |
| 18 | Beirasar Rosalía             | 34 | 8  | 26 | 2488 | 2706 | Retorcessione |

## Copa Príncipe de Asturias
Alla fine del girone di andata, le prime due squadre classificate si sfidano per la Copa Príncipe de Asturias in casa della vincitrice del girone di andata. Il vincitore della coppa giocherà gli eventuali play-off con il miglior posizionamento se terminerà la stagione tra la seconda e la quinta posizione. La Coppa è stata disputata il 2 febbraio. 
| Alicante 2 febbraio 2009, ore 17:00 UTC+1 | Alicante   | 95 – 60 (27-8, 43-22, 66-41) referto | Melilla | Pabellón Pedro Ferrándiz |
| \| \| \| \| \| Urtasun 16 \| Punti \| 13 Southall \| \| Llompart 5 \| Assist \| 2 Ciorciari, García Blanco, Romero \| \| Andriuškevičius 7 \| Rimbalzi \| 8 Torres \| \| 5 Cazorla• 9 Llompart• 11 Andriuškevičius• 12 García• 13 Hill 4 Hernández• 8 Rejón• 10 Urtasun• 14 Weigand• 15 Coppenrath \| Formazioni \| 5 Huertas• 6 Southall• 8 Ciorciari• 11 Waleskowski• 13 García Blanco 4 Fergerson• 7 Ruiz• 9 Santamaría• 10 Torres• 12 Victor• 14 Romero• 15 Lázaro \| \| Óscar Quintana \| Allenatori \| Paco Olmos \| |            | |         |                          |
| |            | |         |                          |
| Urtasun 16 | Punti      | 13 Southall |         |                          |
| Llompart 5 | Assist     | 2 Ciorciari, García Blanco, Romero |         |                          |
| Andriuškevičius 7 | Rimbalzi   | 8 Torres |         |                          |
| 5 Cazorla• 9 Llompart• 11 Andriuškevičius• 12 García• 13 Hill 4 Hernández• 8 Rejón• 10 Urtasun• 14 Weigand• 15 Coppenrath | Formazioni | 5 Huertas• 6 Southall• 8 Ciorciari• 11 Waleskowski• 13 García Blanco 4 Fergerson• 7 Ruiz• 9 Santamaría• 10 Torres• 12 Victor• 14 Romero• 15 Lázaro |         |                          |
| Óscar Quintana | Allenatori | Paco Olmos |         |                          |

## Playoffs

### Quarti di finale
I quarti di finale vengono giocati al meglio delle tre gare, i vincitori passano alle Final Four. 
| Squadra 1         | Totale | Squadra 2                | Gara 1 | Gara 2 | Gara 3 |
| ----------------- | ------ | ------------------------ | ------ | ------ | ------ |
| Lucentum Alicante | 2 - 1  | Ford Burgos              | 89-69  | 71-75  | 84-57  |
| Melilla           | 2 - 0  | Grupo Begar León         | 79-56  | 76-75  |        |
| Leche Río Breogán | 0 - 2  | Villa de Los Barrios     | 81-89  | 58-76  |        |
| Tenerife Rural    | 2 - 0  | Clínicas Rincón Axarquía | 83-77  | 67-66  |        |

### Final Four
Le Final Four hanno avuto luogo presso Fuenlabrada, dal 30 maggio al 31 maggio. La vincente viene promossa in Liga ACB.
|  | Semifinali | Semifinali           | Semifinali |         |    | Finale            | Finale | Finale |  |
|  |            |                      |            |         |    |                   |        |        |  |
|  | 2          | Lucentum Alicante    | 84         |         |    |                   |        |        |  |
|  | 2          | Lucentum Alicante    | 84         |         |    |                   |        |        |  |
|  | 7          | Villa de Los Barrios | 81         |         |    |                   |        |        |  |
|  | 7          | Villa de Los Barrios | 81         |         | 2  | Lucentum Alicante | 72     |        |  |
|  |            |                      |            |         | 2  | Lucentum Alicante | 72     |        |  |
|  |            |                      | 3          | Melilla | 66 |                   |        |        |  |
|  | 3          | Melilla              | 3          | Melilla | 66 | 91                |        |        |  |
|  | 3          | Melilla              |            |         |    |                   |        |        |  |
|  | 5          | Tenerife Rural       | 87         |         |    |                   |        |        |  |

## Verdetti
- Promozioni in Liga ACB: CB Valladolid e Lucentum Alicante
- Retrocessioni in LEB Plata: Illescas Urban CLM, Beirasar Rosalía, Villa de Los Barrios, Plus Pujol Lleida, CB Vic e Gandía Bàsquet